# Хитроу Экспресс
Heathrow Express — регулярное железнодорожное сообщение между лондонским аэропортом Хитроу и вокзалом Паддингтон. Движение открыто в 1998 году, поезда ходят без остановок, время в пути составляет 15 минут. Сервис предоставляется совместно Great Western Railway и Heathrow Express Operating Company, дочерней компанией Heathrow Airport Holdings. Более медленная (но и более дешёвая) поездка из аэропорта Хитроу в центр Лондона осуществляется по линии Элизабет.

## История
Heathrow Express планировался как совместное предприятие Управления британских аэропортов (BAA) и British Rail, но был полностью передан первому после приватизации British Rail.  Строительство началось в 1993 году. Основными работами были два однопутных туннеля длиной 6,8 километра (4,2 миль) (включая восемь эвакуационных выходов) и подземные станции Heathrow Central и Terminal 4. Также потребовалась электрификация Великой западной магистрали (GWML) между Паддингтоном и аэропортом, где новая линия расходилась с GWML. Вылетная развязка, известная как эстакада Стокли, была построена для соединения туннеля со скоростными линиями GWML. Во время строительства произошло заметное обрушение туннеля, включая оседание наземного здания, что привело к 6-месячной задержке открытия и дополнительным расходам в размере около 150 миллионов фунтов стерлингов.
Начиная с января 1998 года на временном сервисе под названием Heathrow FastTrain можно было доехать до временной станции под названием Heathrow Junction, где оставшуюся часть пути пассажиров доставлял автобус. Полноценное сообщение с Центральным терминалом и Терминалом 4 открыл 23 июня 1998 года премьер-министр Тони Блэр.
С 1999 по 2003 год в Паддингтоне предоставлялась услуга регистрации, которая позволяла пассажирам Heathrow Express зарегистрироваться и сдать свой багаж перед рейсом, что было аналогично услуге, предоставляемой в настоящее время на гонконгском аэропорт-экспрессе. Зарегистрированный багаж доставлялся в аэропорт с использованием багажного отделения в первом вагоне, идущем в западном направлении. Эта услуга была отменена из-за низкого уровня использования и высоких эксплуатационных расходов.
В июне 2005 года Heathrow Express начала совместно предоставлять новую услугу Heathrow Connect, в рамках которой на том же маршруте между Паддингтоном и Хитроу были сделаны остановки два раза в час с использованием электропоездов Class 360 семейства Siemens Desiro. Heathrow Airport Holdings предоставила поездную бригаду на Heathrow Express в рамках контракта.  Так продолжалось до мая 2018 года, когда Heathrow Connect был поглощен TfL Rail перед новым проектом Crossrail. В мае 2022 года сервисы TfL Rail были переименованы в линию Элизабет, и с ноября 2022 года через центр Лондона будут курсировать поезда. Маршруты Heathrow Express по-прежнему будут останавливаться на вокзале Паддингтон .
В августе 2018 года Great Western Railway (GWR) взяла на себя управление Heathrow Express в рамках нового контракта на управление.  Аэропорт Хитроу по-прежнему отвечает за коммерческие аспекты услуги, включая маркетинг, ценообразование на билеты и управление доходами, в то время как GWR теперь отвечает за операции.

## Сервис
| Маршрут                               | Поездов в час | Промежуточные остановки          |
| ------------------------------------- | ------------- | -------------------------------- |
| Лондон Паддингтон – Хитроу Терминал 5 | 4             | Терминалы 2 и 3 аэропорта Хитроу |

Поезда отправляются с Паддингтона каждые 15 минут с 05:10 (06:10 по воскресеньям) до 23:25 , и в обратном направлении имеется такое же сообщение каждую четверть часа. На станции Паддингтон используются специальные платформы 6 и 7, хотя иногда используются и другие платформы. В Хитроу есть две остановки: Heathrow Central, обслуживающая терминалы 2 и 3 (время в пути от Паддингтона 15 минут); и Терминал 5 Хитроу (время в пути 21 минута), платформы 3 и 4. До открытия Терминала 5 27 марта 2008 года Heathrow Express останавливался в Терминале 4 аэропорта Хитроу. В 2010 году Heathrow Express запустил специальный шаттл между Heathrow Central и Терминалом 4, который будет синхронизирован с основным сервисом Heathrow Express в/из Терминала 5, чтобы улучшить сообщение между терминалами.
Heathrow Express был в целом хорошо принят, не в последнюю очередь потому, что были предприняты шаги для уменьшения воздействия на окружающую среду, в том числе маскировка вентиляционных шахт под амбары.

### Пассажирские салоны

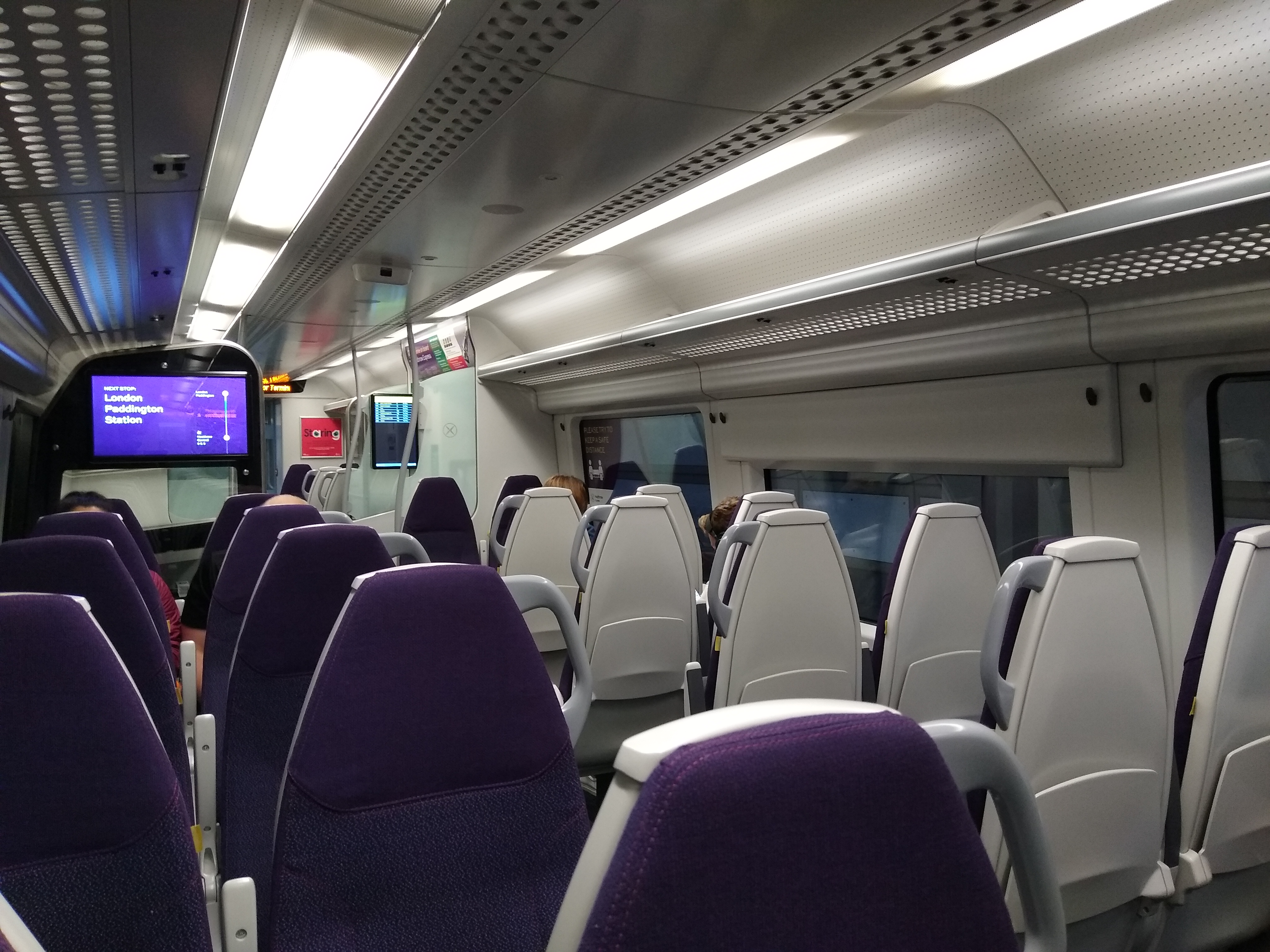
Интерьер Heathrow Express Class 387

Поезда предлагают на выбор два класса проезда: экспресс-класс, соответствующий стандартному классу, и «бизнес»-класс, соответствующий первому классу. Оба класса имеют большие места для хранения багажа и бесплатный Wi-Fi. Первый класс предлагает более широкие сиденья и стол у каждого места.
Дети до 16 лет путешествуют бесплатно в сопровождении взрослого, оплачивающего проезд; дети без сопровождения могут путешествовать бесплатно в экспресс-классе только при наличии подтверждения того, что они летели в тот же день в или из Хитроу.

## Маршрут

### Остановки
| Станция                | Изображение | Время    |
| ---------------------- | ----------- | -------- |
| Лондон Паддингтон      |             | 0 минут  |
| Хитроу Терминалы 2 и 3 |             | 15 минут |
| Хитроу Терминал 5      |             | 21 мин.  |

## Подвижной состав

### Действующий
С 29 декабря 2020 года первая из двенадцати единиц класса 387 семейства Bombardier Electrostar начала обслуживать Heathrow Express, заменив парк класса 332. Единицы, переведенные с Great Western Railway, также несут ответственность за их техническое обслуживание и эксплуатацию в Heathrow Express. Составы претерпели модификации до их появления на Heathrow Express, которые включали установку USB-розеток, дополнительное место для багажа, рабочие столы, встроенный Wi-Fi и HD-телевизоры. Новый салон Business First также был включен в конфигурацию 2+1 с откидывающимися сиденьями.
| Учебный класс   | Изображение | Тип | Максимальная скорость | Максимальная скорость | Число | Кареты | Маршруты                                        | Построен      |
| Учебный класс   | Изображение | Тип | миль в час            | км/ч                  | Число | Кареты | Маршруты                                        | Построен      |
| --------------- | ----------- | --- | --------------------- | --------------------- | ----- | ------ | ----------------------------------------------- | ------------- |
| 387 Электростар |             | ЭМУ | 110                   | 177                   | 12    | 4      | Лондон Паддингтон – Терминал 5 аэропорта Хитроу | 2016–2017 гг. |
| 387 Электростар |             |     |                       |                       |       |        |                                                 |               |

### Снятые с эксплуатации

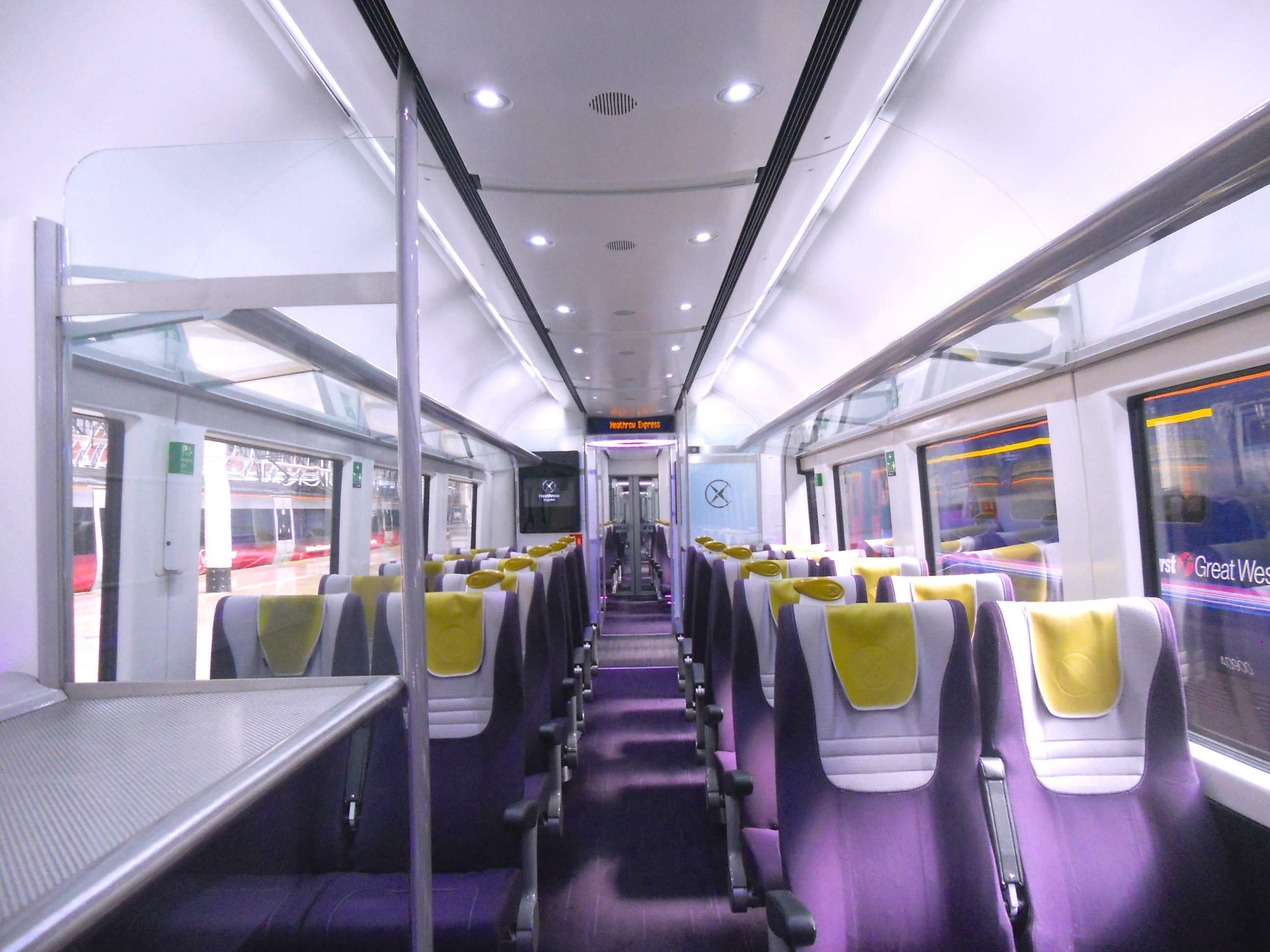
Отремонтированный интерьер стандартного класса на Class 332.

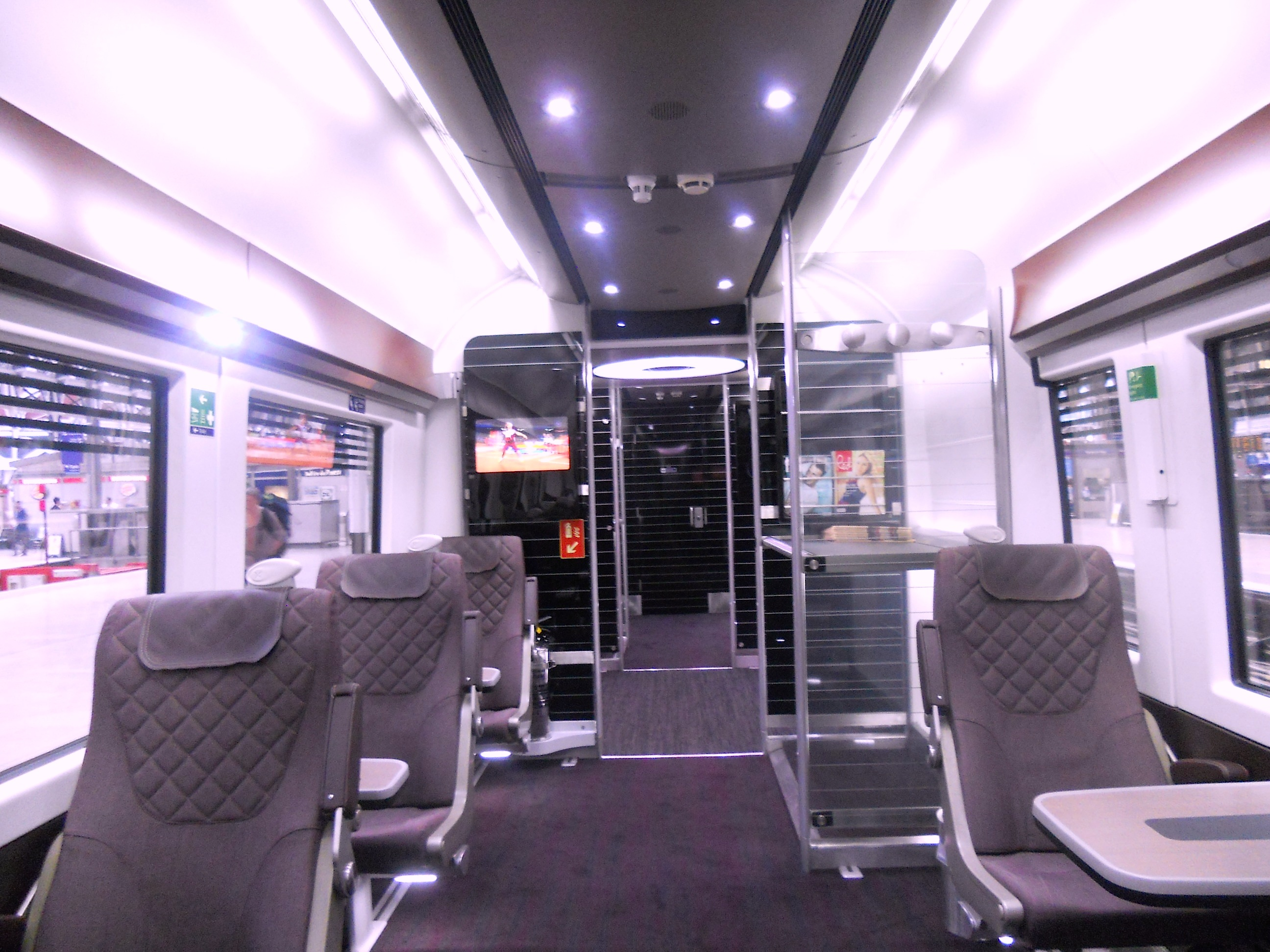
Отремонтированный салон первого класса на Class 332.

До мая 2018 года Heathrow Express арендовал единственный вагон класса 360, который обслуживал маршрутные перевозки между Heathrow Central и Heathrow Terminal 4 .  После отзыва единицы класса 360 все услуги Heathrow Express эксплуатировались единицами класса 332, построенными CAF с тяговым оборудованием, поставленным Siemens Transportation Systems . В 2019 году было объявлено, что все единицы класса 332 будут заменены парком из двенадцати единиц класса 387 от Great Western Railway, при этом GWR также будет управлять их внедрением и поступлением. Первая единица класса 332 была отозвана и списана в ноябре 2020 года, а к 28 декабря 2020 года все единицы были отозваны.
| Класс        | Изображение | Тип | Максимальная скорость | Максимальная скорость | Число | Кареты | Построен      |
| Класс        | Изображение | Тип | миль в час            | км/ч                  | Число | Кареты | Построен      |
| ------------ | ----------- | --- | --------------------- | --------------------- | ----- | ------ | ------------- |
| 332          |             | ЭМУ | 100                   | 161                   | 9     | 4      | 1997–1998 гг. |
| 332          | 5           | ЭМУ | 100                   | 161                   | 5     |        | 1997–1998 гг. |
| 360/2 Дезиро |             | ЭМУ | 100                   | 161                   | 1     | 5      | 2002–2005 гг. |